# Sundara karma
Sundara Karma là một band nhạc theo thể loại indie pop /indie rock /art rock đến từ Reading, Berkshire, Anh Quốc. Band nhạc bao gồm 4 thành viên: Oscar "Lulu" Pollock (ca sĩ, guitarist), Ally Baty (guitar chính), Dom Cordell (Bass) và tay trống Haydn Evans. Theo tờ báo The Guardian của Anh Quốc, band nhạc được nhận xét là khá giống với Arcade Fire và U2.

## Các thành viên
- Oscar "Lulu" Pollock – ca sĩ, guitar, keyboard, synthesizer, piano (2011–nay)
- Dom Cordell – bass, hát đệm (2011–nay)
- Ally Baty – guitar, keyboard, cowbell, hát đệm (2011–2020)
- Haydn Evans – drums (2011–nay)

## Danh Sách Đĩa Hát

### Albums phòng thu
- Youth Is Only Ever Fun in Retrospect (6-January-2017)
- Ulfilas' Alphabet (1-March-2019)

### Singles

#### Youth Is Only Ever Fun in Retrospect (6-January-2017)
1. A Young Understanding
2. Loveblood
3. Olympia
4. Happy Family
5. Flame
6. Lose The Feeling
7. She Said
8. Vivienne
9. Be Nobody
10. Deep Relief
11. Whatching From The Great Heights
12. The Night

#### Ulfilas' Alphabet (1-March-2019)
1. A Song For My Future Self
2. One Last Night on This Earth
3. Greenhands
4. Sybols Of Joy & Enternity
5. Higher States
6. The Changeover
7. Illusions
8. Little Smart Houses
9. Duller Days
10. Sweet Intentions
11. Ulfilas' Alphabet
12. Home (There Was Never Any Reason to Feel So Alone)

#### Non-album Single
1. Cold Heaven (2014)
2. Indigo Puff (2014)
3. Explore (2017)